# Храмы Осташкова
На этой странице перечислен список храмов, соборов и часовен, расположенных (сохранившихся) и располагавшихся (утраченных) в городе Осташков (Тверская область, Россия).

## Список
| №  | Название церковного здания                              | Год постройки | Современное состояние         | Изображение           |
| -- | ------------------------------------------------------- | ------------- | ----------------------------- | --------------------- |
| 1  | Вальский столп                                          | 1789          | действует                     | Категория изображений |
| 2  | Храм Воздвижения Креста Господня                        | 1820          | уничтожен                     | Внешнее изображение   |
| 3  | Вознесенский собор                                      | 1868          | действует                     | Категория изображений |
| 4  | Воскресенский собор                                     | 1689          | сохранился                    | Колокольня            |
| 5  | Храм Всех Скорбящих радость                             | 1893          | утрачен                       | Внешнее изображение   |
| 6  | Часовня Животворящего Креста Господня                   |               | сохранилась                   | Внешнее изображение   |
| 7  | Домовой храм Житенного монастыря                        | 2000          | действует                     | Внешнее изображение   |
| 8  | Храм Иоанна Богослова                                   | 1768          | действует                     | Категория изображений |
| 9  | Часовня Ксении Петербургской                            | конец 19 века | действует                     | Внешнее изображение   |
| 10 | Часовня Нила Столобенского (малая)                      |               | сохранилась                   | Внешнее изображение   |
| 11 | Часовня Нила Столобенского                              | 2005          | действует                     | Внешнее изображение   |
| 12 | Преображенский храм                                     | 1760          | сохранилась только колокольня |                       |
| 13 | Храм Княгини Ольги при тюрьме                           | 1895          | утрачен                       | Внешнее изображение   |
| 14 | Смоленский собор                                        | 1737          | сохранился                    | Внешнее изображение   |
| 15 | Тихвинский храм                                         | 1793          | уничтожен                     |                       |
| 16 | Троицкий собор                                          | 1697          | музей                         |                       |
| 17 | Часовня в ограде Знаменского монастыря                  |               |                               | Внешнее изображение   |
| 18 | Часовня на Театральной                                  |               | уничтожена                    | Внешнее изображение   |
| 19 | Храм-часовня Ольги, Татианы, Марии, Анастасии и Алексия | 2014          | строится                      |                       |
| 20 | Храм Георгия Победоносца                                | 2021          | строится                      | Внешнее изображение   |

## См.также
- Храмы Торопца
- Храмы Ржева

## Комментарии
1. ↑  Православные храмы Тверской земли.
2. ↑  Часовня-обелиск Смоленской иконы Божией Матери.
3. ↑  Приблизительно в 1960-х годах.
4. ↑  Также известен как Знаменский.
5. ↑  При доме милосердия.

## Источник
- Осташков (©). Православные храмы Тверской земли. Дата обращения: 2 ноября 2021.